# Municipio de Badger (Dakota del Norte)
El municipio de Badger (en inglés: Badger Township) es un municipio ubicado en el condado de LaMoure en el estado estadounidense de Dakota del Norte. En el año 2010 tenía una población de 52 habitantes y una densidad poblacional de 0,56 personas por km².

## Geografía
El municipio de Badger se encuentra ubicado en las coordenadas 46°19′9″N 98°27′48″O / 46.31917, -98.46333. Según la Oficina del Censo de los Estados Unidos, el municipio tiene una superficie total de 93.48 km², de la cual 92,69 km² corresponden a tierra firme y (0,85 %) 0,79 km² es agua.

## Demografía
Según el censo de 2010, había 52 personas residiendo en el municipio de Badger. La densidad de población era de 0,56 hab./km². De los 52 habitantes, el municipio de Badger estaba compuesto por el 98,08 % blancos y el 1,92 % eran de una mezcla de razas. Del total de la población el 0 % eran hispanos o latinos de cualquier raza.